# حساب المواطن (برنامج)
حساب المواطن هو برنامج حكومي سعودي بدأ في شهر ديسمبر 2017، ضمن خطة برنامج تحقيق التوازن المالي (أحد برامج رؤية السعودية 2030) ويهدف لتخفيف الأعباء عن المواطن السعودي وتقديم الدعم المادي للأسر ذات الدخل المنخفض والمتوسط بالمملكة العربية السعودية، وتعويض المواطنين الذين قد تلحقهم أية مخاطر بسبب التوسعات الاقتصادية التي تقوم بها المملكة العربية السعودية، وكذلك لضمان حياة أفضل لمواطنيها.
ويقوم البرنامج في كل مرحلة بإرسال مراسلات للمواطنين المقدمين لكي يستطيع التيقن من صحة حساباتهم المصرفية وربطها مع الطلبات الصادرة لهم بهدف حصولهم على المساعدة ، كما أطلق البرنامج في مارس 2019، تطبيقًا للهواتف والأجهزة الذكية ليسهل اطلاع المواطنين على كافة بياناتهم وتعديلها ومشاهدة تفاصيل الطلب والتحقق من الأهلية أو الاعتراض، وعرض تفاصيل الدفعات المالية. وفي يوليو 2022 تلقى برنامج حساب المواطن دعمًا ماليًّا إضافيًّا بتوجيه من خادم الحرمين الشريفين الملك سلمان بن عبد العزيز، وبناء على ما رفعه ولي العهد الأمير محمد بن سلمان لمواجهة تداعيات ارتفاع الأسعار العالمية، وبلغت قيمة الدعم الموجه للبرنامج ثمانية مليارات ريال.

## أسباب إنشائه
أنشئ برنامج حساب المواطن لحماية الأسر السعودية من الأثر المباشر وغير المباشر المتوقع من الإصلاحات الاقتصادية المختلفة، والتي قد تتسبب بعبء إضافي على بعض فئات المجتمع.
يعمل البرنامج على إعادة توجيه المنافع الحكومية للفئات المستحقة لها بالشكل الذي يؤدي إلى تشجيع الاستهلاك الرشيد، ويضمن توجيه الدعم بشكل فعال للفئات المستحقة المختلفة، حيث سيتم توفير الدعم بشكل نقدي يحول مباشرة للمستفيدين المستحقين.
- دعم موجه؛ كفاءة أعلى

تحرص المملكة على توفير كافة الخدمات والاحتياجات اللازمة بتكلفة ملائمة لجميع المواطنين، إلا أن آلية الدعم السابقة لمنتجات الطاقة والمياه شملت جميع المستهلكين، مع تفاوت استهلاكهم.
عبر حساب المواطن، يهدف البرنامج إلى رفع كفاءة الدعم الحكومي من خلال إعادة توجيه الدعم ليركز في دعمه على الفئات الأكثر استحقاقًا، وذلك لتقليل الهدر ورفع كفاءة الاستهلاك.
- استهلاك رشيد؛ موارد مستدامة

ساهم الدعم بشكله السابق في تشجيع الاستهلاك المفرط في منتجات الطاقة والمياه بشكل يؤدي إلى هدر هذه الموارد. لذلك تم إقرار برنامج حساب المواطن كأحد دعائم التحول الاقتصادي عبر إعادة توجيه المنافع الحكومية، لتلبية احتياجات المواطنين منها بأسلوب يعمل على تحقيق العدالة الاجتماعية في الاستفادة منها، ويضمن الاستخدام الأمثل للقدرات الوطنية واستدامتها لأجيالنا المتعاقبة دون التأثير على حاجة المستفيدين، حيث تمثل الحوالات النقدية المباشرة طريقة فعالة ومعتمدة عالمياً لتشجيع الموازنة والادخار.

## أهداف البرنامج[5]
- تخفيف أثر الإصلاحات  الاقتصادية  الناتجة عن المبادرات المختلفة على ذوي الدخل المنخفض والمحدود من بعض الإصلاحات الاقتصادية (كتصحيح أسعار منتجات الطاقة والمياه للمراحل القادمة وضريبة القيمة المضافة على جميع الأغذية والمشروبات).
- رفع كفاءة الدعم الحكومي، وذلك من خلال تطوير نظام شامل يمكن من خلاله توجيه المنافع والدعم الحكومي المقدم للمواطنين. بدلاً من الدعم المباشر لمنتجات الطاقة، سيتم إعادة توزيع الدعم لمستحقيه.
- تشجيع ترشيد الاستهلاك لمنتجات الطاقة والمياه.

## المبادئ التوجيهية[5]

### المبادئ التوجيهية لتصميم برنامج حساب المواطن
- ينبغي أن يوفر الحماية اللازمة لأصحاب الدخل المنخفض من التأثير المحتمل للإصلاحات.
- أن يكون الدعم نقداً بناءً على مستويات الاستهلاك الرشيد.
- أن يكون الدعم عادلاً لكل فئة ومتغيراً حسب حجم الأسرة.
- البدء بصرف الدعم للأسر قبل تطبيق أي إصلاحات هيكلية تمس المواطن.

## الرؤية المستقبلية[5]

### الرؤية المستقبلية لبرنامج حساب المواطن
يمثل دعم الإصلاحات للأسر السعودية الخطوة الأولى لبرنامج حساب المواطن، ليكون برنامجاً شاملاً كافة المساعدات والإعانات الحكومية من خلال بوابة واحدة.
ستوفر البوابة نظاماً موحداً لتقييم الأهلية، والذي سيمكن من استهداف الفئات المستحقة بشفافية وفعالية أكبر، وتحسين الخدمات المقدمة للمواطن.

## الفئات المستفيدة
ستكون الفئة الأساسية المستفيدة من البرنامج هي الأسر السعودية أو الفرد السعودي المستقل بسكن خاص. كما سيشمل أسرة المرأة السعودية المتزوجة من غير سعودي، وكذلك حاملي بطاقات التنقل.

## موعد بدء التسجيل
أعلنت وزارة العمل والتنمية الاجتماعية السعودية عن فتح باب التسجيل في حساب المواطن عبر مع بداية شهر فبراير، أي الأربعاء الموافق 1/2/2017.، حيث تم نشر طريقة التسجيل في البرنامج، مع تأكيد الوزارة بإضافة مستفيدي الضمان بشكل تلقائي دون حاجتهم للتسجيل.

## مراحل البرنامج
سوف يجتاز البرنامج ثلاث مراحل أساسية بداية من تسجيل المواطنين السعوديين من الرابط الرسمي لبرنامج حساب المواطن سوف يبدأ بمرحلة الأهلية وسوف ينتهي بمرحلة استحقاق النقدية لهذا الشخص وسوف يتم صرف البدلات والمراحل التي سيمر بها كالآتي:
1. تبدأ بمرحلة تسجيل المواطنين وقد تم فتح باب تسجيل دخول حساب المواطن و ذلك عن طريق البوابة الإلكترونية الخاصة بالبرنامج وفي هذه الفترة سوف يقوم المسئولين بفحص الطلبات للتأكد من صحة البيانات.
2. المرحلة الثانية هي مرحلة التأهيل وفي هذه المرحلة يتم إرسال رسالة على هاتف المتقدم الذي تم ترشيحه بالنسبة للأشخاص المقبولين.
3. المرحلة الثالثة والأخيرة هي مرحلة الاستحقاق سوف يتم فيها إعلان البدل المادي وتقديره لكل مواطن يستحقه سوف يتم أخذ البدل المادي قبل أن يتم زيادة الأسعار.

## جدول إحصائية حساب المواطن
- تجاوز عدد أرباب الأسر المستفيدين من البرنامج 2,200,000 مستفيد، وعدد التابعين أكثر من 8,700,000 مستفيد.

| الشهر          | رقم الدفعة  | قيمة الدعم للمستحقين     |
| -------------- | ----------- | ------------------------ |
| ديسمبر 2017    | الأولى      | 2,000,000,000 ريال سعودي |
| يناير 2018     | الثانية     | 2,100,000,000 ريال سعودي |
| فبراير 2018    | الثالثة     | 2,200,000,000 ريال سعودي |
| مارس 2018      | الرابعة     | 2,200,000,000 ريال سعودي |
| أبريل 2018     | الخامسة     | 2,300,000,000 ريال سعودي |
| مايو 2018      | السادسة     | 2,400,000,000 ريال سعودي |
| يونيو 2018     | السابعة     | 2,400,000,000 ريال سعودي |
| يوليو 2018     | الثامنة     | 2,300,000,000 ريال سعودي |
| أغسطس 2018     | التاسعة     | 2,300,000,000 ريال سعودي |
| سبتمبر 2018    | العاشرة     | 2,300,000,000 ريال سعودي |
| أكتوبر 2018    | الحادية عشر | 2,400,000,000 ريال سعودي |
| نوفمبر 2018    | الثانية عشر | 2,400,000,000 ريال سعودي |
| ديسمبر 2018    | الثالثة عشر | 2,400,000,000 ريال سعودي |
| يناير 2019     | الرابعة عشر | 2,400,000,000 ريال سعودي |
| نوفمبر 2019    | الخامسة عشر | 2,400,000,000 ريال سعودي |
| مارس 2019      | السادسة عشر | 2,500,000,000 ريال سعودي |
| حتى يوليو 2022 | الـ 56      | أكثر من 123 مليار ريال   |

## دعم إضافي
- شهد برنامج حساب المواطن تعديلات جديدة في شهر يوليو 2022، هدفت إلى حماية الأسر المستحقة من تداعيات الآثار المُترتبة على ارتفاعات الأسعار العالمية، حيث صدر أمر خادم الحرمين الشريفين الملك سلمان بن عبد العزيز، وبناءً على ما رفعه ولي العهد الأمير محمد بن سلمان، على ضوء دراسة مجلس الشؤون الاقتصادية لتطورات الأوضاع الاقتصادية في العالم وسبل حماية أبناء وبنات الوطن من الأسر المستحقة من التأثر بتداعياتها، وتضمن الأمر: إعادة فتح التسجيل ببرنامج حساب المواطن وفق الضوابط المعلنة مسبقاً. وتخصيص مبلغ (ثمانية مليارات) ريال كدعم مالي إضافي للمستفيدين من برنامج حساب المواطن لنهاية العام المالي 2022 وفق الضوابط المعلنة مسبقاً.[24]
- في 10 يناير 2023 وجه خادم الحرمين الشريفين الملك سلمان بن عبد العزيز آل سعود، وبناءً على ما رفعه الأمير محمد بن سلمان بن عبدالعزيز آل سعود ولي العهد رئيس مجلس الوزراء رئيس مجلس الشؤون الاقتصادية والتنمية، باستمرار الدعم الإضافي المقدم لمستفيدي برنامج حساب المواطن لمدة ثلاثة أشهر إضافية وحتى دفعة شهر مارس 2023م. وجاء التوجيه بهدف تمكين المستفيدين وحمايتهم من التداعيات الناتجة بسبب ارتفاع الأسعار عالمياً.[25]
- في 9 أبريل 2023 وجه خادم الحرمين الشريفين الملك سلمان بن عبد العزيز آل سعود، وبناءً على ما رفعه ولي العهد رئيس مجلس الوزراء رئيس مجلس الشؤون الاقتصادية والتنمية الأمير محمد بن سلمان، بتمديد العمل ببرنامج حساب المواطن والاستمرار في تقديم الدعم الإضافي المؤقت لمستفيدي برنامج حساب المواطن لمدة أربعة أشهر وحتى دفعة شهر يوليو 2023.[26][27]
- في 2 أغسطس 2023 وجه خادم الحرمين الشريفين الملك سلمان بن عبدالعزيز آل سعود، وبناء على ما رفعه الأمير محمد بن سلمان بن عبدالعزيز آل سعود، ولي العهد رئيس مجلس الوزراء رئيس مجلس الشؤون الاقتصادية والتنمية، بتمديد العمل ببرنامج حساب المواطن بآليته الحالية، مع الاستمرار في تقديم الدعم الإضافي المؤقت لمستفيدي البرنامج لمدة شهرين وحتى دفعة شهر سبتمبر 2023م.[28]
- في 9 أكتوبر 2023 وجه خادم الحرمين الشريفين الملك سلمان بن عبد العزيز آل سعود، وبناءً على ما رفعه ولي العهد رئيس مجلس الوزراء رئيس مجلس الشؤون الاقتصادية والتنمية، باستمرار العمل ببرنامج حساب المواطن، واستمرار فتح التسجيل والدعم المالي الإضافي للمستفيدين من البرنامج لمدة ثلاثة أشهر تستمر حتى دفعة شهر ديسمبر 2023م.[29]
- في 1 يناير 2024 وجه خادم الحرمين الشريفين الملك سلمان بن عبدالعزيز آل سعود، وبناءً على ما رفعه الأمير محمد بن سلمان بن عبدالعزيز آل سعود ولي العهد رئيس مجلس الوزراء، بتمديد العمل ببرنامج حساب المواطن بآليته الحالية مع الاستمرار في تقديم الدعم الإضافي لمستفيدي برنامج حساب المواطن حتى نهاية العام 2024م.[30]
- في 25 نوفمبر 2024م وجّه خادم الحرمين الشريفين الملك سلمان بن عبد العزيز، وبناءً على ما رفعه الأمير محمد بن سلمان، ولي العهد رئيس مجلس الوزراء رئيس مجلس الشؤون الاقتصادية والتنمية، بتمديد العمل ببرنامج «حساب المواطن»، والاستمرار في تقديم الدعم الإضافي لمستفيدي البرنامج حتى نهاية عام 2025م، مع  استمرار فتح التسجيل في البرنامج.

## أنظر أيضًا
- برنامج الاستدامة المالية